# Antony Head, 1. Viscount Head
Antony (Anthony) Henry Head, 1. Viscount Head, GCMG CBE MC PC (* 19. Dezember 1906; † 29. März 1983) war ein britischer Offizier sowie Politiker der Conservative Party.

## Leben
Nach dem Besuch des Eton College absolvierte er eine militärische Ausbildung an der Royal Military Academy Sandhurst und trat 1926 als Offizier in die British Army ein. Er diente zunächst bei den 15th/19th The King’s Royal Hussars und wechselte 1926 zu den Life Guards. Während des Zweiten Weltkrieges erreichte er den substanziellen Rang eines Major und den temporären Rang eines Lieutenant-Colonel. Als er 1947 aus dem Armeedienst ausschied, erhielt er ehrenhalber den Rang eines Brigadier.
Seine politische Laufbahn begann Head, als er als Kandidat der Conservative Party bei den Unterhauswahlen vom 5. Juli 1945 erstmals zum Abgeordneten in das House of Commons gewählt wurde und in diesem bis August 1960 den Wahlkreis Carshalton in Surrey vertrat.
Nach dem Wahlsieg der Konservativen bei den Unterhauswahlen am 25. Oktober 1951 wurde er von Premierminister Winston Churchill zum Kriegsminister in dessen Kabinett berufen und behielt dieses Amt auch unter Churchills Nachfolger als Premierminister Anthony Eden. Zuletzt war er von Oktober 1956 bis Januar 1957 Verteidigungsminister im Kabinett Eden.
Nach seinem Ausscheiden aus dem Unterhaus wurde er am 2. August 1960 als Viscount Head, of Throope in the County of Wilts, zum erblichen Peer erhoben und gehörte damit bis zu seinem Tod dem House of Lords an. Zugleich übernahm er Aufgaben im Diplomatischen Dienst und war zunächst Hochkommissar in Nigeria sowie im Anschluss von 1963 bis 1966 Hochkommissar in Malaysia.
Aus seiner 1935 geschlossenen Ehe mit Lady Dorothea Louise Ashley-Cooper († 1987), Tochter des Anthony Ashley-Cooper, 9. Earl of Shaftesbury, hatte er zwei Töchter, von denen eine jung starb, sowie einen Sohn Richard Antony, der ihn bei seinem Tod 1983 als 2. Viscount Head beerbte.